# Maria Vindevoghel
Maria Vindevoghel, née le 11 octobre 1957 à Waregem, est une femme politique déléguée syndicale CSC, membre du Parti du travail de Belgique (PTB).

## Biographie
Maria Vindevoghel a grandi dans une famille d'agriculteurs de Flandre-Occidentale. À 20 ans, elle s'installe à Bruxelles à Molenbeek-Saint-Jean[réf. souhaitée].
Nettoyeuse d'avions, Maria Vindevoghel est déléguée syndicale CSC lors de la faillite de la Sabena en 2001. Elle est désormais prépensionnée. 
Elle revendique un engagement féministe et antiraciste[Depuis quand ?]. 
C'est son travail syndical qui l'a amenée à rencontrer le PTB. 

### Députée fédérale
Aux élections législatives fédérales de 2019, elle est élue députée PTB à la Chambre des représentants. Elle s'occupe des questions liées à la mobilité, aux entreprises publiques et aux institutions fédérales au sein du groupe PTB. 

### Activités parlementaires
Le 20 juin 2019, lors de sa prestation de serment à la Chambre, elle mélange néerlandais et français ("Ik zweer de observer de grondwet") afin de ne pas choisir l'un des groupes linguistiques. Elle est cependant forcée de prêter à nouveau serment et elle le fait en néerlandais, rejoignant ainsi le groupe néerlandophone.
Le 19 mars 2020, Vindevoghel, de concert avec les groupes PTB, N-VA et Vlaams Belang à la Chambre des représentants, a voté contre la confiance au Gouvernement Wilmès II,.